# Story (Automarke)
Story war eine US-amerikanische Automobilmarke.

## Beschreibung
Das Unternehmen von Tom Story war von 1950 bis 1951 in Portland in Oregon ansässig.
Der flache, zweitürige Roadster wurde aus Teilen verschiedener US-amerikanischer Großserienfahrzeuge zusammengesetzt. So stammte das Fahrwerk mit 2463 mm Radstand von Willys, die Lenkung von Mercury. Die vorderen Kotflügel stammten von Chevrolet des Vorjahres, die hinteren vom Pontiac 1949. Den seitengesteuerte V8-Motor mit 2229 cm³ Hubraum und 113 bhp (83 kW) Leistung steuerte Ford bei. Auf Kundenwunsch waren aber auch Aggregate von Mercury, Oldsmobile oder Cadillac erhältlich.
Das Resultat wog 942 kg und kostete US$ 3500,–.